# Toyone
Toyone (jap. 豊根村 Toyone-mura) – wieś w Japonii, na wyspie Honsiu, w prefekturze Aichi. Według danych na rok 2020 miejscowość zamieszkiwało 1 017 mieszkańców , a gęstość zaludnienia wyniosła 6,5 os./km².